# 蜜麗安·福格特 (自由畫家)
蜜麗安·福格特（德文:Miriam Vogt，1959年9月30日—）生於德國亚琛。是德國一位自由畫家、現代藝術家、抽象畫畫家。2002年遷居瑞士，後投身藝術治療及自由繪畫教學工作。

## 生平
蜜麗安．福格特的繪畫是透過與畫筆的對話而生。她拋除既定的思維模式，取而代之的是讓創作的脈動主導，一層一層的建構與解構媒材，繼而觀察層層色彩與層層線條的結合，最後感覺並看見作品的本質的創作讓人耳目一新。
蜜麗安·福格特致力呈現在作品上的是由一場「精心安排的凌亂」創造出的和諧。結合抽象、現代、半具體的表現，在蜜麗安·福格特的畫布上，任何一塊色彩、一絲線條或一件複合媒材都能被賦予意義，這些色彩、線條、媒材的組合則能創造、產生故事性。充滿溫度的色彩是蜜麗安．福格特的成功關鍵。她堅持將純色顏料結合其他媒材以帶出色彩的生命力與獨特性。使觀者在每次的審美中都能發現趣味、感受新意。
2010年，她的畫作在馬丁．克勒藝廊進行個展 (Galerie Martin Keller, Adligenswil,瑞士) 並於同年在瑞士山湖觀光大城-盧賽恩市中心的佐非畫廊(Galerie Zöpfli, Lucerne)推出個展。蜜麗安．福格特每年舉辦數場個展與聯合展覽，並在德國與瑞士數城舉辦繪畫大師班。

## 外部連結
- 蜜麗安‧福格特個人藝術網站 （页面存档备份，存于）
- Rene Bernhard個人網站/藝術公關 （页面存档备份，存于）